# Péter Mansfeld

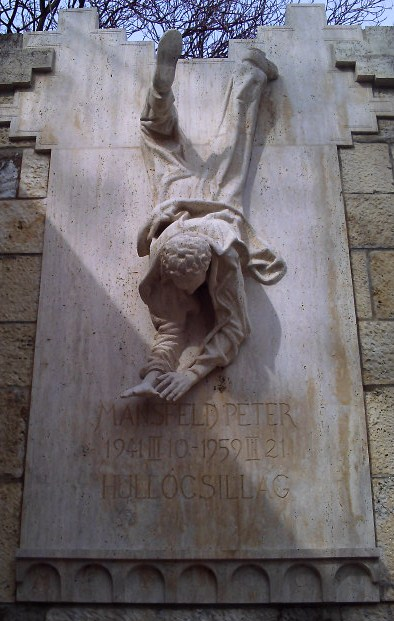
Monumentul lui Péter Mansfeld

Péter Mansfeld (n. 10 martie 1941, Budapesta, Regatul Ungariei – d. 21 martie 1959, Budapesta, Republica Populară Ungară) a fost un elev maghiar, victimă a regimului comunist din Ungaria.
Mansfeld era minor când a luat parte împreună cu prietenii de aceeași vârstă la Revoluția ungară din 1956. Ca minor a fost condamnat de justiția regimului comunist la închisoare. Imediat după ce a împlinit vârsta de 18 ani, condamnarea lui a fost revizuită în sensul condamnării la moarte. La 11 zile după împlinirea majoratului a fost executat prin spânzurare. Această injustiție a provocat un val de indignare în presa internațională. 
Printre cele 350 de executări la moarte cazul tânărului Peter Mansfeld este mai cunoscut. După căderea regimului comunist în 1989 a fost reabilitat. O stradă din sectorul XVII din Budapesta poartă numele de Mansfeld Péter utca. În primăvara anului 2006 a fost turnat un film despre viața lui Peter Mansfeld.